# Montes de Toledo
Montes de Toledo är en bergskedja i Spanien. Den ligger i den centrala delen av landet, 110 km sydväst om huvudstaden Madrid.